# Ratramnus
Ratramnus, död efter 868, var en frankisk teolog, benediktinmunk i Corbie, Frankrike, under 800-talet.
Ratramnus spelade en framstående roll i 800-talets dogmatiska strider. Han uppträdde i sin skrift De corpore et sanguine Domini (844) som en avgjord motståndare mot Paschasius Radbertus transsubstantiationslära och sökte utan att förneka Kristi reala närvaro göra gällande att brödet och vinet i nattvarden vore att betrakta som bärare av en andlig kraft som meddelade sig åt de troende. Skriften sattes 1559 på index.
I striden om predestinationsläran ställde han sig på Gottschalks sida och försvarade hans åsikt om en dubbel predestination (till salighet och till fördömelse), utan att förstå augustinismens religiösa centraltankar. Emot Radbertus bekämpade han ytterligheter i fråga om Jesu födelse genom Maria (utero clauso etc.). Under striden mellan den romerska och den grekiska kyrkan tillbakavisade han grekernas beskyllningar i ett arbete,  Contra græcorum opposita.